# 10763 Hlawka
10763 Hlawka este un asteroid din centura principală de asteroizi.

## Descriere
10763 Hlawka este un asteroid din centura principală de asteroizi. A fost descoperit pe 12 octombrie 1990 la Tautenburg de Lutz Dieter Schmadel și Freimut Börngen. Asteroidul prezintă o orbită caracterizată de o semiaxă mare de 3,04 ua, o excentricitate de 0,11 și o înclinație de 10,8° în raport cu ecliptica.